# Mylabris discorufescens
Mylabris discorufescens es una especie de coleóptero de la familia Meloidae.

## Distribución geográfica
Habita en Etiopía.